# Crataegus uniflora
Crataegus uniflora är en rosväxtart som beskrevs av Muenchh.. Crataegus uniflora ingår i Hagtornssläktet som ingår i familjen rosväxter. Utöver nominatformen finns också underarten C. u. brittonii.